# Schloss Fénelon
Das Schloss Fénelon (französisch Château de Fénelon) im Département Dordogne in der Kulturlandschaft des Périgord ist eines der besterhaltenen Schlösser Frankreichs. Der Baukomplex ist seit dem Jahr 1927 (in Teilen erst seit 1962) als Monument historique anerkannt.

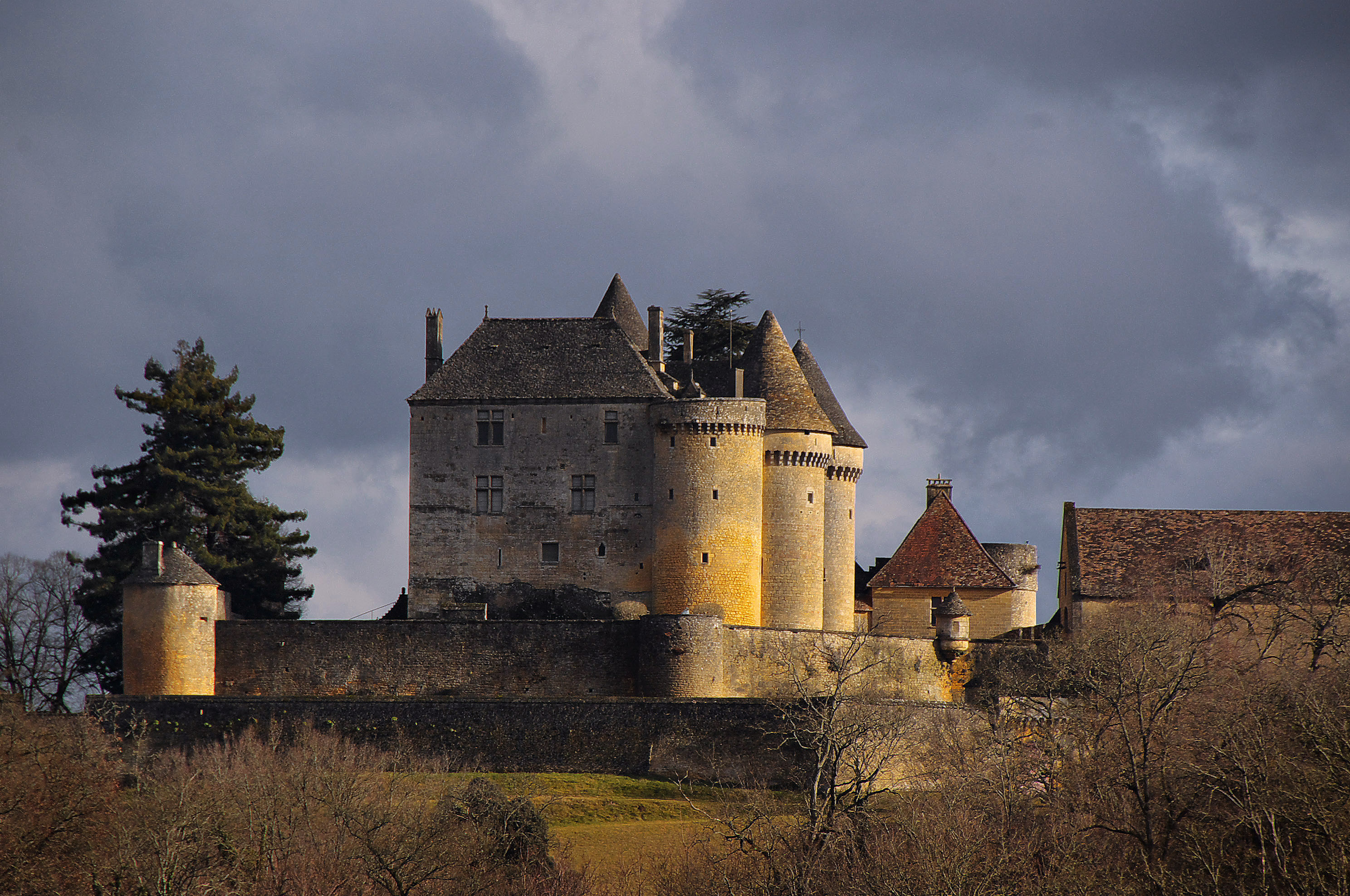
Schloss Fénelon

## Lage
Das Château de Fénelon liegt nur etwa 200 Meter nördlich des Dorfes Sainte-Mondane auf einer Anhöhe, von der aus es das Tal der Dordogne beherrscht. Es ist jeweils etwa 16 Kilometer (Fahrtstrecke) von den historisch und kulturell bedeutsamen Kleinstädten Sarlat-la-Canéda, Souillac und Gourdon entfernt.

## Geschichte
Das Schloss war vom 14. Jahrhundert an bis 1780 im Besitz der Familie Fénelon; im 17. Jahrhundert wurde es umgebaut. Vor allem während und nach der Französischen Revolution ging es durch mehrere Hände, ist aber auch heute noch in Privatbesitz. Besuchern stehen verschiedene Wohnräume und das Schlafzimmer François Fénelons offen, außerdem die Kapelle sowie die teilweise aus dem Fels herausgehauene Küche. Weiterhin gibt es eine Waffensammlung aus dem 15. bis 18. Jahrhundert sowie Tapisserien mit Darstellungen zum Werk Fénelons.

## Architektur
Die bis heute vollständig erhaltene Befestigung verleiht dem Bauwerk einen ausgesprochen wehrhaften Charakter, das damit eigentlich eine Burg ist. Zum in der Mitte gelegenen Schloss führt der Weg zwischen zwei Mauerringen halb um die Anlage herum. Der kleine Ehrenhof wird von drei Flügeln umstellt und ist auf der offenen Seite von einer Galerie mit "Dachterrasse" begrenzt. Über eine doppelläufige Freitreppe gelangt man zum Eingang. Wohntrakte und Türme sind mit den traditionellen Steinschindeln (lauzes) gedeckt; ein Turm stammt noch aus dem 14. Jahrhundert. Die beiden Wohntrakte (Corps de Logis) mit ihren Kreuzstockfenstern und Lukarnen gehören ins ausgehende 15. und 16. Jahrhundert.
Nahe beim Schloss (44° 50′ 37,3″ N, 1° 21′ 6,1″ O) haben sich auch Teile der ehemaligen Wirtschaftsgebäude (Ferme de la Condamine) – darunter ein Taubenhaus (pigeonnier) – erhalten.

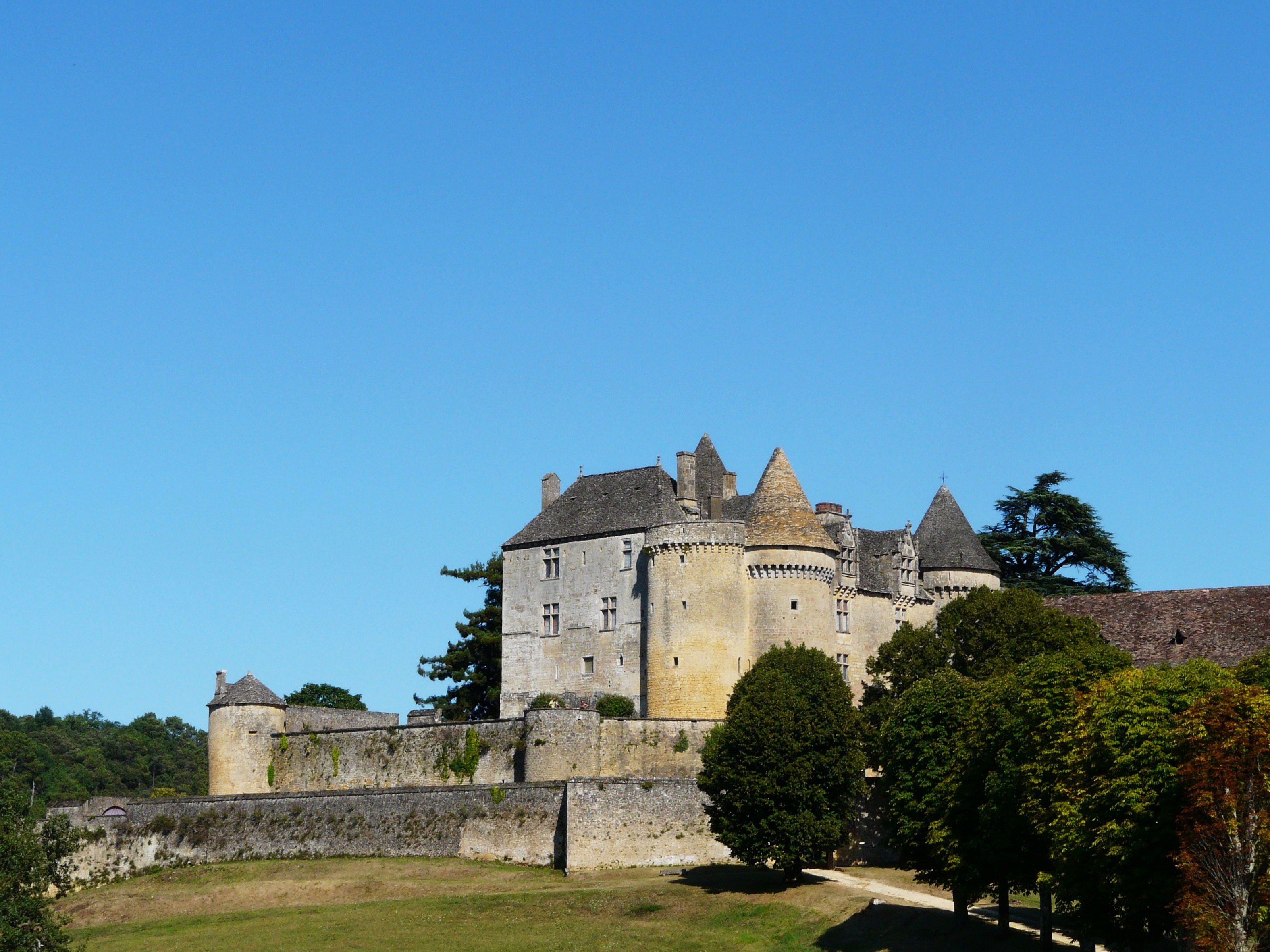
Schloss Fénelon
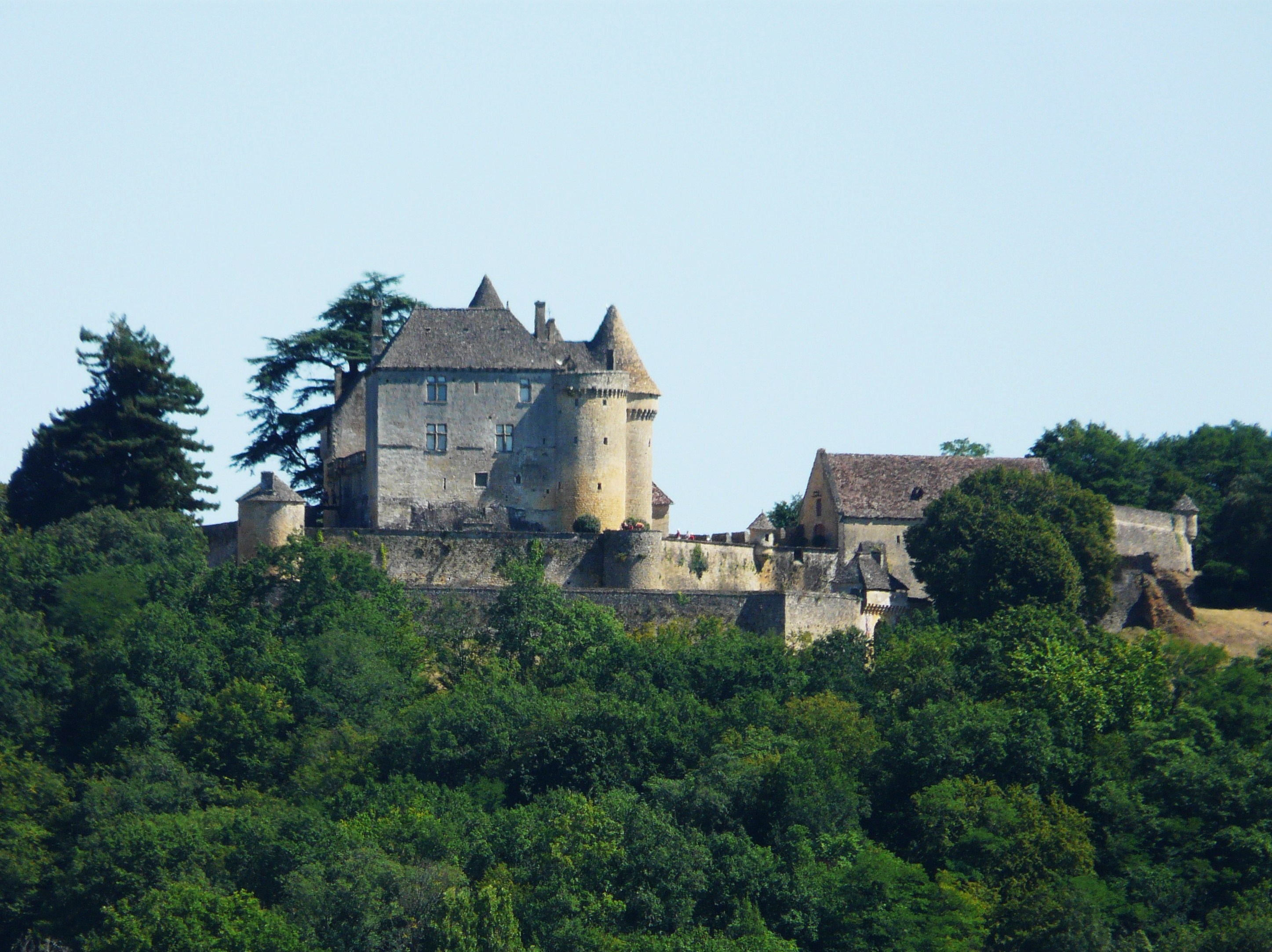
Schloss Fénelon, Seitenansicht
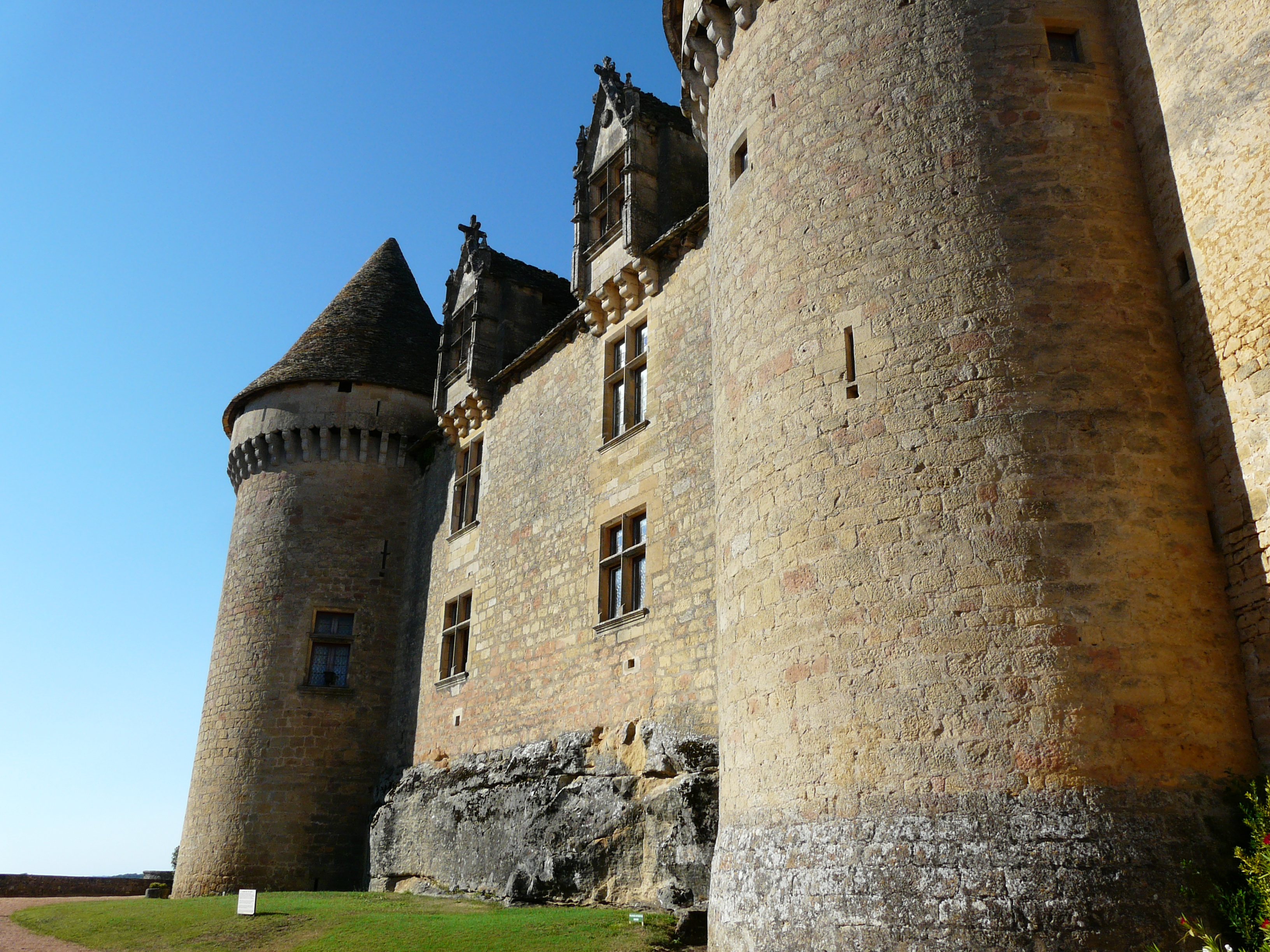
Schloss Fénelon, Südwestfassade
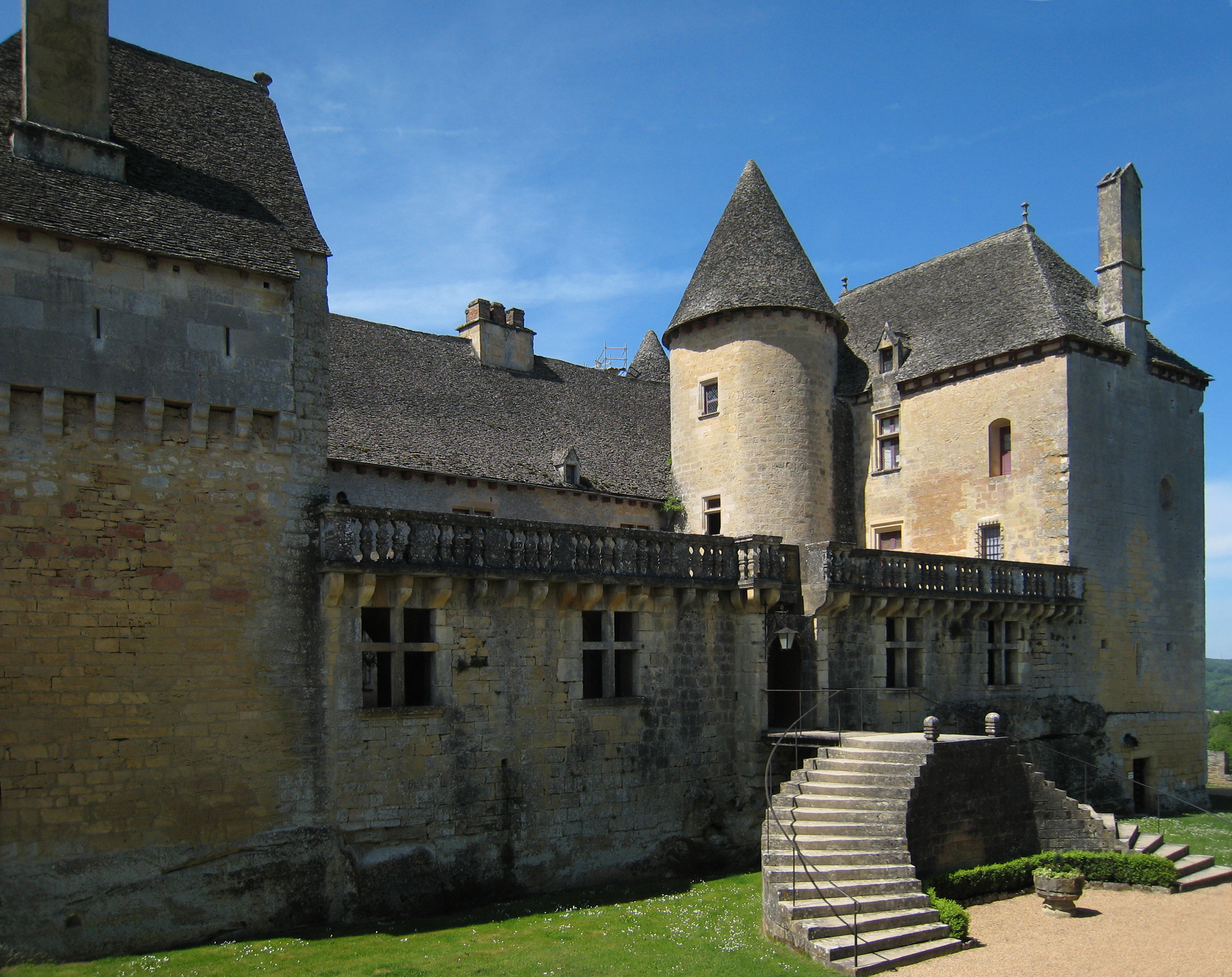
Doppelläufige Treppe zum Ehrenhof
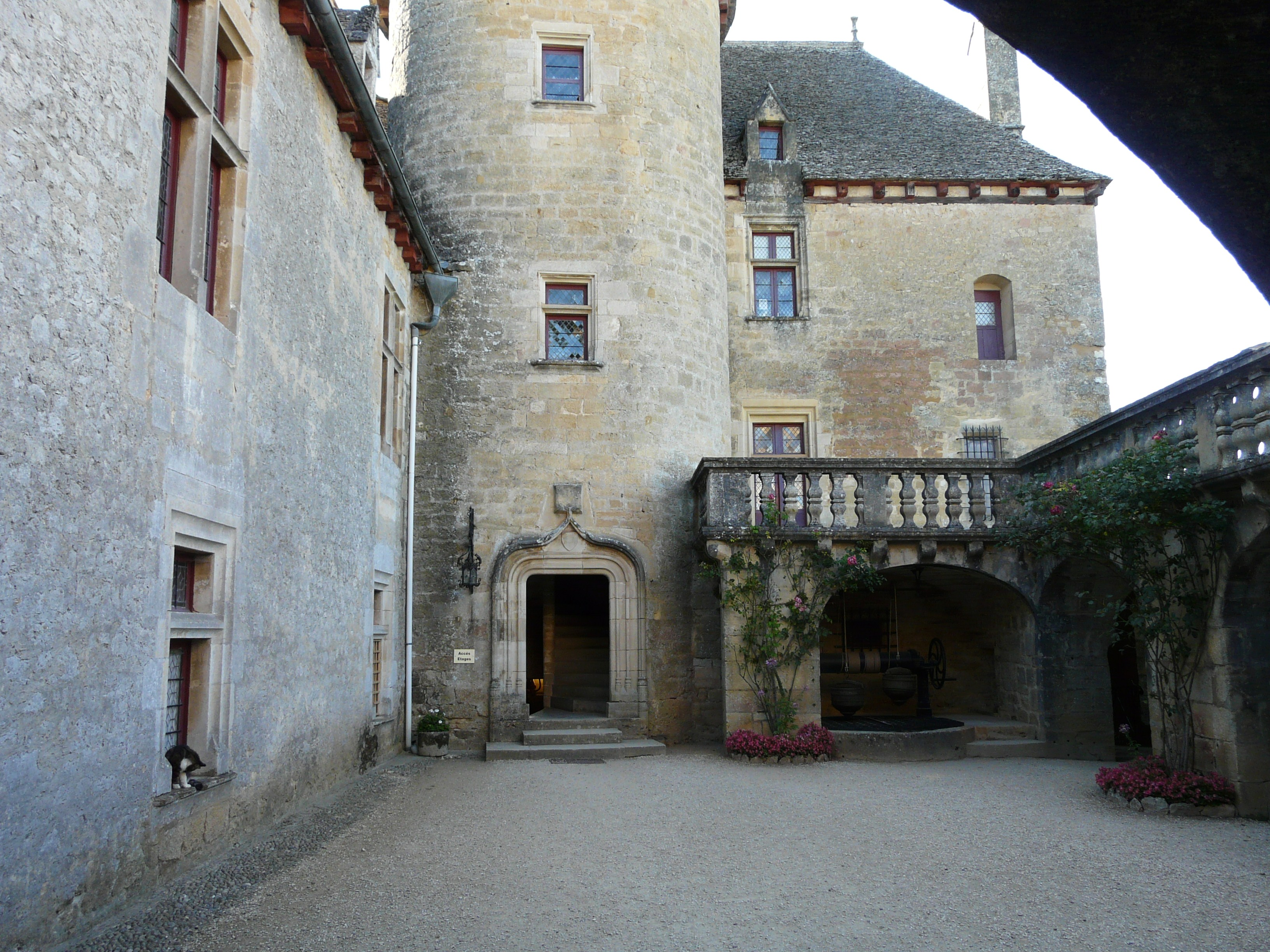
Innenhof, Nordseite
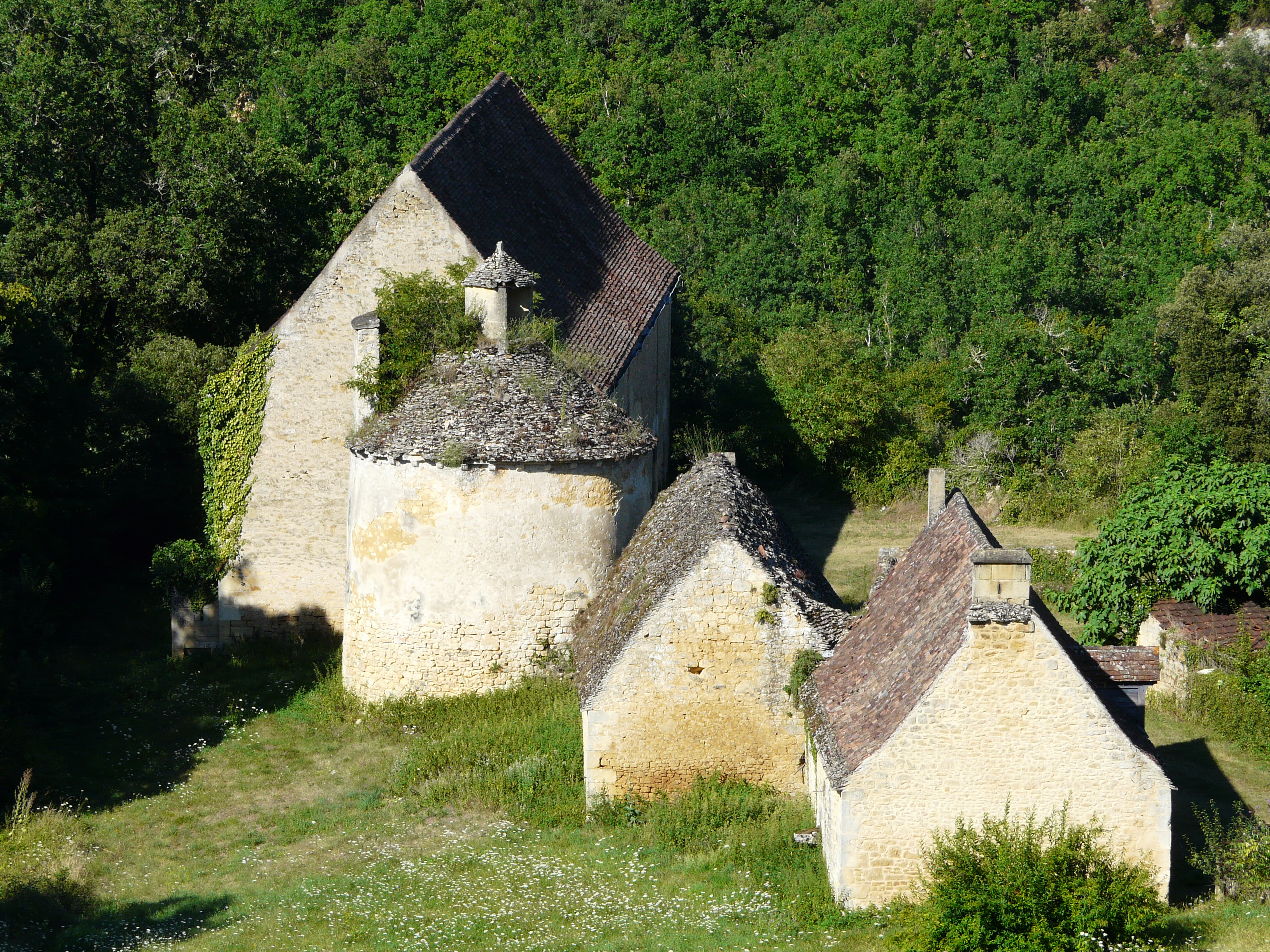
Ferme de la Condamine

## Persönlichkeiten
Das berühmteste Mitglied der Familie Fénelon, François Fénelon, geboren am 6. August 1651, verbrachte hier seine Kindheit. Er war der spätere Erzieher des Enkels Ludwigs XIV. und Autor des Werkes Die Abenteuer des Telemach. Im Jahr 1695 wurde er zum Erzbischof von Cambrai ernannt.

## Trivia
Schloss Fénelon war einer der Drehorte für den US-amerikanischen Film Auf immer und ewig aus dem Jahr 1998 (im Ehrenhof fand das Tennismatch statt).